# Luc Saner

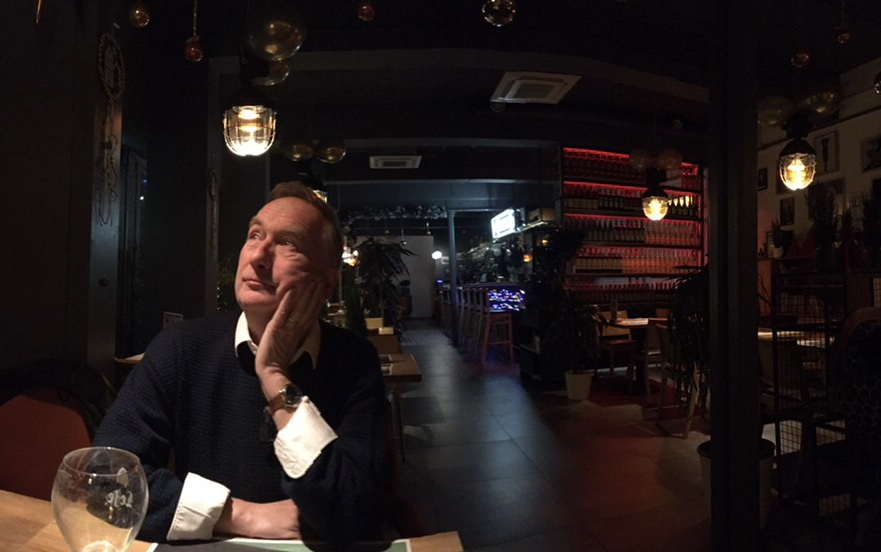
Luc Saner, 2024

Luc Saner (* 16. April 1956 in Basel) ist ein Schweizer Rechtsanwalt, Denker, Autor und ehemaliger Politiker, der durch sein langjähriges Engagement für die Einheit der Wissenschaft und ein vereinheitlichtes Studium generale bekannt ist. 2016 gründete er dazu das Komitee «Einheit der Wissenschaft und echtes Studium generale» mit dem Ziel, an möglichst vielen Universitäten ein solches zweisemestriges allgemeinwissenschaftliches Grundstudium zu etablieren, das auf einer ganzheitlichen Basis ermöglichen soll, «echte» Generalisten auszubilden, die damit in die Lage versetzt werden, transdisziplinär zu denken und zu handeln. Saner geht davon aus, dass die hochgradige Spezialisierung in den Wissenschaften nicht geeignet ist, angemessen und wirksam auf den globalen Einfluss des Menschen auf die Erde zu reagieren. Dem Komitee sind bislang zahlreiche Persönlichkeiten insbesondere aus Wissenschaft und Forschung vor allem aus der Schweiz und aus Deutschland (Stand: Januar 2023) beigetreten.

## Leben
Luc Saner kam als erstes von zwei Kindern des Schweizer Militärobersts André Saner und der Helly Saner-Nussbaumer 1956 in Basel zur Welt. Er ist mit Eva Saner verheiratet.
Saner besuchte Basler Schulen bis zur Maturität am Mathematisch-Naturwissenschaftlichen Gymnasium und studierte von 1975 bis 1980 an der Universität Basel Rechtswissenschaften. 1983 legte er das Doktorexamen ab. 1986 eröffnete er zusammen mit Peter Buss in Basel ein Advokaturbüro. Von 1992 bis 2005 war Saner als Vertreter der Freisinnig-Demokratischen Partei (Basler FDP) Mitglied des Grossen Rates des Kantons Basel-Stadt (Parlament). Seit 2022 ist er als Advokat nur noch ausnahmsweise beratend tätig und widmet sich vorzugsweise seinem universitären Engagement. Heute ist seine wichtigste Tätigkeit das Präsidium der Basler Gesellschaft Au Bon Sens, eines einflussreichen «Think Tanks», der 1989 gegründet wurde. Au Bon Sens befasst sich mit grundlegenden Fragen des Daseins; nach Auffassung des Physikers Werner Ebeling «ähnlich breite Ziele, wie sie in Kants ‹Was ist Aufklärung?›” und auch in Leibniz’ Aufklärungsphilosophie formuliert wurden».

## Werk

### Drogenpolitik
In der Drogenpolitik hat Saner massgeblich die liberale Schweizer Drogenpolitik initiiert und politisch durchgesetzt. Dabei unterstützten ihn vor allem die Mitglieder der Drogenkommission der Basler FDP (damals «Freisinnig-Demokratische Partei Basel-Stadt»), die er gegründet und präsidiert hatte. Die Grundidee im ersten Bericht der Drogenkommission der Basler FDP von 1988 bestand darin, Drogenabhängige nicht als Kriminelle, sondern als Kranke zu behandeln und ihnen bei entsprechender Indikation auch Heroin ärztlich zu verschreiben. Angesichts der katastrophalen offenen Drogenszenen in Basel Ende des letzten Jahrhunderts hat sich Saner als Vorstandsmitglied der Arbeitsgemeinschaft für einen risikoarmen Umgang mit Drogen Basel (Arud, vgl. Arud Zürich) dafür eingesetzt, in Basel eine private medizinische Praxis zu gründen, die den Drogenabhängigen insbesondere Methadon abgab.

### Einheit der Wissenschaft und echtes Studium generale
Aktuell befassen sich Saner und die Basler Denkfabrik Au Bon Sens mit dem Projekt «Einheit der Wissenschaft und echtes Studium generale». In diesem Zusammenhang hat er bereits 2014 ein Buch mit dem Titel Studium generale – Auf dem Weg zu einem allgemeinen Teil der Wissenschaften herausgegeben. Darin wird vorgeschlagen, ein echtes Studium generale an unseren Universitäten einzuführen, das auf der Grundlage der Einheit der Wissenschaft gelehrt werden kann. Bevor es jedoch an den Universitäten studiert werden kann, ist zuerst ein allgemeiner Teil der Wissenschaften zu entwickeln, in den die Wissenschaftsdisziplinen einzubetten sind, was erst zur Einheit der Wissenschaft führt.
Bereits in diesem Buch bildete die Evolution – im Sinne einer universalen Definition, die die kosmische, biologische und kulturelle Evolution zusammenführt – die Grundlage. Der Biochemiker Gottfried Schatz würdigt das Buch als «bemerkenswert und mutig» sowie als «klar strukturierte und detaillierte Anweisung eines erfahrenen und pragmatischen Juristen, der weiss, wovon er spricht».
Dementsprechend hat Saner 2023 ein Buch mit dem Titel Allgemeiner Teil der Wissenschaften – Auf dem Weg zur Einheit der Wissenschaft und zu einem echten Studium generale publiziert, in dem seine Interpretation einer «verallgemeinerten Evolutionstheorie» wiederum den Ausgangspunkt aller Überlegungen bildet. Wie bereits 2014, als der Autor aktuelle Studien und bedeutende Fachwissenschaftler – insbesondere aus Physik, Biologie, Philosophie und Volkswirtschaftslehre – zu Rate zog, um in 16 fachwissenschaftlichen Beiträgen je einen Grundlagenbereich des Faches vorzustellen, ist das aktuelle Buch noch umfassender geworden und bezieht sich auf weit über 100 Fachveröffentlichungen und über 60 entsprechende Abbildungen. Nach Ebeling enthält es «eine Gesamtschau der heutigen Wissenschaft und der Situation der Welt».
Das echte Studium generale soll nach Saner grundlegende Fragen der Menschheit behandeln: Woher kommen wir, wer sind wir und wohin sollen wir gehen? Dieses Studium generale ist nicht nur von wissenschaftlicher, sondern auch von gesellschaftlicher, politischer und wirtschaftlicher Bedeutung. Es soll den Absolventen ein ganzheitliches Vorwissen vermitteln, in das sich die späteren Fachstudien – welcher Richtung auch immer – einbetten lassen, und es soll sie dazu befähigen, fachübergreifend zu denken, zu organisieren und zu handeln, um letzten Endes den Aufgaben und der Verantwortung des Anthropozäns gerecht werden zu können. So waren die immer noch bestehenden Schwierigkeiten der Politik mit Strategiefragen und Wirkungszielen einer der Gründe für das Projekt «Einheit der Wissenschaft und echtes Studium generale». Die Absolventen dieses Studium generale sind alsdann die Generalisten, deren Übersicht wir in unserer fragmentierten Welt dringend benötigen und die für unsere komplexen globalen Probleme Lösungen vorschlagen und umsetzen können.

## Veröffentlichungen (Auswahl)
- Recht auf Arbeit und Wirtschaftssystem – Eine Abhandlung de lege ferenda aus schweizerischer Sicht. Verlag Peter Lang, Bern/Frankfurt am Main/New York 1985 (Google Books Ansicht).
- (Hrsg.): Auf dem Weg zu einer neuen Drogenpolitik. Helbing Lichtenhahn, Basel/Genf/München 1998 (siehe Weblinks).
- Ein Staatsleitungsmodell – Auf der Grundlage von Ideen zum Sinn des Daseins, des New Public Managements und des politischen Systems der Schweiz. Herausgeber: Basler Gesellschaft Au Bon Sens, Basel 2000 (PDF; frei verfügbar).
- (Hrsg.): Studium generale – Auf dem Weg zu einem allgemeinen Teil der Wissenschaften. Springer Fachmedien, Wiesbaden 2014 (Springer-Link).
- Allgemeiner Teil der Wissenschaften – Auf dem Weg zur Einheit der Wissenschaft und zu einem echten Studium generale. Herausgeber: Akademien der Wissenschaften Schweiz, Bern 2023, doi:10.5281/zenodo.7764971, PDF; 9,8 MB, frei verfügbar